# Nathan Aké
Pour les articles homonymes, voir Aké.
Nathan Aké, né le 18 février 1995 à La Haye aux Pays-Bas, est un footballeur international néerlandais qui joue au poste de défenseur à Manchester City.

## Biographie

### Origines et jeunesse
Nathan Aké naît le 18 février 1995 à La Haye, en Hollande-Méridionale, aux Pays-Bas, d'un père ivoirien et d'une mère néerlandaise. Après avoir rejoint Feyenoord en provenance de l'ADO La Haye à l'âge de 12 ans, Nathan Aké s'engage en faveur du Chelsea FC en 2011.

### Débuts professionnels
Le 26 décembre 2012, Nathan Aké débute en Premier League, à 17 ans, en remplaçant Juan Mata à la 90e minute d'un match contre Norwich City. Le 27 février 2013, il est titularisé pour la première fois de sa carrière lors d'un match de FA Cup contre le Middlesbrough FC.
Le 11 avril de la même année, il est choisi en tant que milieu défensif lors du match retour des quarts de finale de Ligue Europa contre le Rubin Kazan, un match perdu 3-2. Il effectue une seconde apparition en Ligue Europa en remplaçant David Luiz lors du match retour contre le FC Bâle.
Le jeune néerlandais est dans le groupe lors de la finale de Ligue Europa contre le SL Benfica, mais il ne rentre pas en jeu. Il est nommé Meilleur jeune de Chelsea en fin de saison. Sa première titularisation en championnat date du 19 mai 2013, le dernier match de l'année contre le Everton FC. Le 8 août 2013, il signe un nouveau contrat en faveur des Blues, qui le lie au club jusqu'en 2018.
Le 26 mars 2015, il est prêté au Reading FC où il dispute cinq rencontres. Le 14 août suivant, il est prêté pour une saison au Watford FC, promu en Premier League. Il participe à 24 matchs de championnat et marque un but.

### AFC Bournemouth
Le 29 juin 2016, Nathan Aké est de nouveau prêté pour une saison à un autre club de Premier League, l'AFC Bournemouth.
Il joue son premier match pour Bournemouth le 21 août 2016, lors d'une rencontre de championnat face à West Ham United. Il entre en jeu à la place de Jordon Ibe et son équipe est battue par un but à zéro.
Le 8 janvier 2017, après douze matchs disputés et trois buts inscrits avec les Cherries, il est rappelé de son prêt par le Chelsea FC.
Le 29 juin 2017, le défenseur néerlandais signe un contrat de cinq ans avec l'AFC Bournemouth.

### Manchester City
Le 5 août 2020, Nathan Aké quitte Bournemouth et signe un contrat de cinq ans à Manchester City,.
Le 21 septembre 2020, il joue son premier match sous ses nouvelles couleurs, lors d'une rencontre de Premier League face à Wolverhampton Wanderers. Il est titulaire et son équipe s'impose par trois buts à un ce jour-là.
Le 27 septembre suivant, Nathan Aké inscrit son premier but pour Manchester City lors de sa deuxième apparition, face à Leicester City, en championnat. Son équipe s'incline lourdement par cinq buts à deux ce jour-là.
Le 29 juillet 2023, Nathan Aké prolonge son contrat avec Manchester City de deux années supplémentaires, soit jusqu'en juin 2027,,.

### En sélection nationale
Nathan Aké joue pour les équipes des moins de 17 ans et des moins de 19 ans des Pays-Bas. Il est capitaine pour les deux équipes avant d'intégrer l'équipe des Pays-Bas espoirs en 2013. Il marque deux buts avec les espoirs, lors d'un même match, le 14 octobre 2014 contre le Portugal. Son équipe s'incline ce jour-là par cinq buts à quatre.
Le 31 mai 2017, Nathan Aké honore sa première sélection avec les Pays-Bas lors d'un match amical face au Maroc (victoire 1-2). Le 4 juin 2018, il inscrit son premier but avec les Oranje contre l'Italie (1-1). 
Trois ans plus tard, il dispute sa première compétition internationale lors de l'Euro 2020.
Le 11 novembre 2022, il est sélectionné par Louis van Gaal pour participer à la Coupe du monde 2022 au Qatar.
Le 29 mai 2024, il figure dans la liste des 26 joueurs néerlandais retenus par Ronald Koeman pour participer à l'Euro 2024. 

## Statistiques
| Saison                | Club                   | Championnat           | Championnat | Championnat | Championnat | Coupe nationale | Coupe nationale | Coupe nationale | Coupe de la Ligue | Coupe de la Ligue | Coupe de la Ligue | Supercoupe | Supercoupe | Supercoupe | Compétition(s) continentale(s) | Compétition(s) continentale(s) | Compétition(s) continentale(s) | Compétition(s) continentale(s) | Supercoupe UEFA | Supercoupe UEFA | Supercoupe UEFA | Coupe du monde des clubs | Coupe du monde des clubs | Coupe du monde des clubs | Pays-Bas | Pays-Bas | Pays-Bas | Total | Total | Total |
| Saison                | Club                   | Division              | M.          | B.          | P.d.        | M.              | B.              | P.d.            | M.                | B.                | P.d.              | M.         | B.         | P.d.       | Comp.                          | M.                             | B.                             | P.d.                           | M.              | B.              | P.d.            | M.                       | B.                       | P.d.                     | M.       | B.       | P.d.     | M.    | B.    | P.d.  |
| 2012-2013             | Chelsea FC             | Premier League        | 3           | 0           | 0           | 1               | 0               | 0               | -                 | -                 | -                 | -          | -          | -          | C3                             | 2                              | 0                              | 0                              | -               | -               | -               | -                        | -                        | -                        | -        | -        | -        | 6     | 0     | 0     |
| 2013-2014             | Chelsea FC             | Premier League        | 1           | 0           | 0           | -               | -               | -               | -                 | -                 | -                 | -          | -          | -          | -                              | -                              | -                              | -                              | -               | -               | -               | -                        | -                        | -                        | -        | -        | -        | 1     | 0     | 0     |
| 2014-2015             | Chelsea FC             | Premier League        | 1           | 0           | 0           | 1               | 0               | 0               | 2                 | 0                 | 0                 | -          | -          | -          | C1                             | 1                              | 0                              | 1                              | -               | -               | -               | -                        | -                        | -                        | -        | -        | -        | 5     | 0     | 1     |
| 2016-2017             | Chelsea FC             | Premier League        | 2           | 0           | 1           | 3               | 0               | 0               | -                 | -                 | -                 | -          | -          | -          | -                              | -                              | -                              | -                              | -               | -               | -               | -                        | -                        | -                        | 2        | 0        | 0        | 7     | 0     | 1     |
| Sous-total            | Sous-total             | Sous-total            | 7           | 0           | 1           | 5               | 0               | 0               | 2                 | 0                 | 0                 | -          | -          | -          | -                              | 3                              | 0                              | 1                              | 0               | 0               | 0               | -                        | -                        | -                        | 2        | 0        | 0        | 19    | 0     | 2     |
| 2014-2015             | Reading FC (prêt)      | Championship          | 5           | 0           | 0           | -               | -               | -               | -                 | -                 | -                 | -          | -          | -          | -                              | -                              | -                              | -                              | -               | -               | -               | -                        | -                        | -                        | -        | -        | -        | 5     | 0     | 0     |
| 2015-2016             | Watford FC (prêt)      | Premier League        | 24          | 1           | 0           | 3               | 0               | 0               | 1                 | 0                 | 0                 | -          | -          | -          | -                              | -                              | -                              | -                              | -               | -               | -               | -                        | -                        | -                        | -        | -        | -        | 28    | 1     | 0     |
| Sous-total            | Sous-total             | Sous-total            | 29          | 1           | 0           | 3               | 0               | 0               | 1                 | 0                 | 0                 | -          | -          | -          | -                              | 0                              | 0                              | 0                              | 0               | 0               | 0               | 0                        | 0                        | 0                        | 0        | 0        | 0        | 33    | 1     | 0     |
| 2016-2017             | AFC Bournemouth (prêt) | Premier League        | 10          | 3           | 0           | -               | -               | -               | 2                 | 0                 | 0                 | -          | -          | -          | -                              | -                              | -                              | -                              | -               | -               | -               | -                        | -                        | -                        | -        | -        | -        | 12    | 3     | 0     |
| 2017-2018             | AFC Bournemouth        | Premier League        | 38          | 2           | 3           | 1               | 0               | 0               | 1                 | 0                 | 0                 | -          | -          | -          | -                              | -                              | -                              | -                              | -               | -               | -               | -                        | -                        | -                        | 5        | 1        | 0        | 45    | 3     | 3     |
| 2018-2019             | AFC Bournemouth        | Premier League        | 38          | 4           | 0           | -               | -               | -               | 1                 | 0                 | 0                 | -          | -          | -          | -                              | -                              | -                              | -                              | -               | -               | -               | -                        | -                        | -                        | 3        | 0        | 0        | 42    | 4     | 0     |
| 2019-2020             | AFC Bournemouth        | Premier League        | 29          | 2           | 2           | 1               | 0               | 0               | -                 | -                 | -                 | -          | -          | -          | -                              | -                              | -                              | -                              | -               | -               | -               | -                        | -                        | -                        | 3        | 1        | 0        | 33    | 3     | 2     |
| Sous-total            | Sous-total             | Sous-total            | 105         | 8           | 4           | 2               | 0               | -               | 2                 | 0                 | -                 | -          | -          | -          | -                              | -                              | -                              | -                              | 0               | 0               | 0               | -                        | -                        | -                        | 11       | 2        | 0        | 120   | 10    | 4     |
| 2020-2021             | Manchester City        | Premier League        | 10          | 1           | 0           | -               | -               | -               | 1                 | 0                 | 0                 | -          | -          | -          | C1                             | 2                              | 0                              | 0                              | -               | -               | -               | -                        | -                        | -                        | 9        | 0        | 0        | 22    | 1     | 0     |
| 2021-2022             | Manchester City        | Premier League        | 14          | 2           | 0           | 5               | 0               | 0               | 1                 | 0                 | 0                 | 1          | 0          | 0          | C1                             | 6                              | 1                              | 0                              | -               | -               | -               | -                        | -                        | -                        | 5        | 1        | 0        | 32    | 4     | 0     |
| 2022-2023             | Manchester City        | Premier League        | 26          | 1           | 0           | 3               | 1               | 0               | 3                 | 1                 | 0                 | 1          | 0          | 0          | C1                             | 8                              | 0                              | 0                              | -               | -               | -               | -                        | -                        | -                        | 11       | 2        | 0        | 52    | 5     | 0     |
| 2023-2024             | Manchester City        | Premier League        | 29          | 2           | 1           | 4               | 1               | 0               | 1                 | 0                 | 0                 | -          | -          | -          | C1                             | 7                              | 0                              | 0                              | 1               | 0               | 0               | 2                        | 0                        | 1                        | 13       | 0        | 2        | 57    | 3     | 4     |
| 2024-2025             | Manchester City        | Premier League        | 10          | 0           | 0           | 2               | 0               | 0               | 1                 | 0                 | 0                 | 1          | 0          | 0          | C1                             | 4                              | 0                              | 0                              | 0               | 0               | 0               | 2                        | 0                        | 0                        | 3        | 0        | 0        | 23    | 0     | 0     |
| Sous-total            | Sous-total             | Sous-total            | 88          | 6           | 1           | 14              | 2               | 0               | 7                 | 1                 | 0                 | 3          | 0          | 0          | -                              | 26                             | 1                              | 0                              | 1               | 0               | 0               | 4                        | 0                        | 1                        | 41       | 3        | 2        | 184   | 13    | 4     |
| Total sur la carrière | Total sur la carrière  | Total sur la carrière | 239         | 18          | 6           | 24              | 2               | 0               | 14                | 1                 | 0                 | 3          | 0          | 0          | -                              | 29                             | 1                              | 1                              | 1               | 0               | 0               | 4                        | 0                        | 1                        | 54       | 5        | 2        | 368   | 27    | 10    |

## Palmarès

### En club
|  |  | Chelsea FC - Ligue Europa - Vainqueur : 2013 Manchester City - Championnat d'Angleterre - Champion : 2021, 2022, 2023 et 2024 - Coupe de la Ligue anglaise - Vainqueur : 2021 - Coupe d'Angleterre - Vainqueur : 2023 - Ligue des champions - Vainqueur : 2023 - Finaliste : 2021 - Supercoupe de l'UEFA - Vainqueur : 2023 - Coupe du monde des clubs de la FIFA - Vainqueur : 2023 - Community Shield - Vainqueur : 2024 |

### En équipe nationale
|  |  | Pays-Bas -17 ans - Championnat d'Europe - Vainqueur : 2011 et 2012 Pays-Bas - Ligue des nations - Finaliste : 2019 |